# Eugene Irving Gordon
Eugene Irving Gordon  (Nova Iorque, 14 de setembro de 1930 — 15 de setembro de 2014) foi um físico estadunidense. Foi diretor do Lightwave Devices Laboratory do Bell Labs.

## Condecorações
- 1968 Fellow do IEEE
- 1975 Prêmio Vladimir K. Zworykin IEEE[2]
- 1978 Membro da Academia Nacional de Engenharia dos Estados Unidos[3]
- 1984 Medalha Edison IEEE[4]